# Amblie
Amblie é uma ex-comuna francesa na região administrativa da Normandia, no departamento de Calvados. Estendeu-se por uma área de 5,86 km². Em 2010 a comuna tinha 262 habitantes (densidade: 44,7 hab./km²).
Em 1 de janeiro de 2017 foi fundida com as comunas de Lantheuil e Tierceville para a criação da nova comuna de Ponts sur Seulles.